# Hudson (Ohio)
Hudson è una città degli Stati Uniti d'America, situata nello Stato dell'Ohio, nella contea di Summit. La città fa parte dell'area metropolitana di Akron.